# 砷鉛礦
砷鉛礦（英語：Mimetite）是一種含鉛砷酸鹽礦物，化學式為Pb5(AsO4)3Cl，通常通過方鉛礦和砷黃鐵礦氧化形成鉛礦床中的次生礦物。該名稱來自希臘語（mimetes），意為“模仿者”，指砷鉛礦與磷氯鉛礦的相似之處。

## 特性

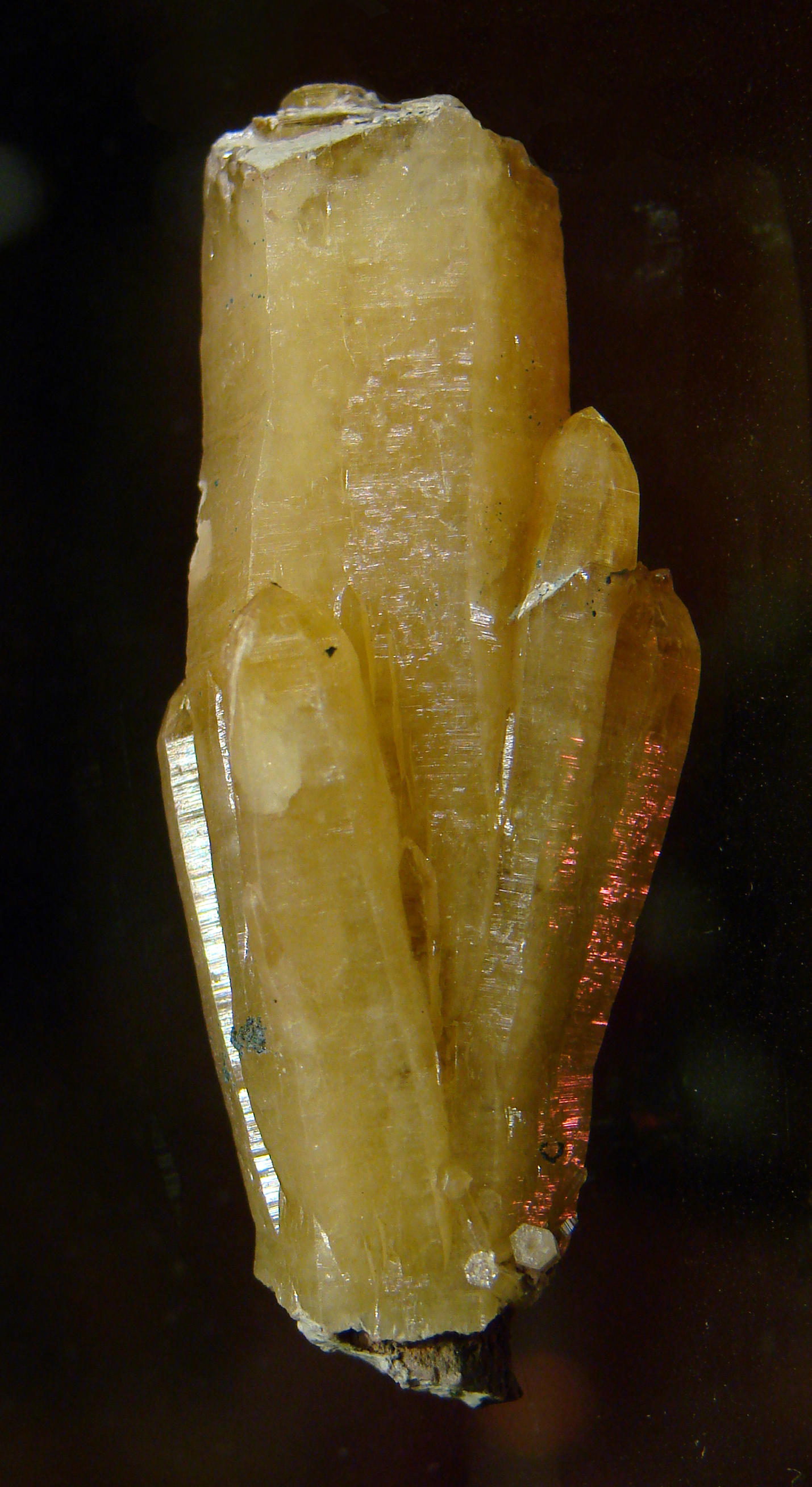
來自納米比亞的砷鉛礦

砷鉛礦是一種含鉛氯化砷酸鹽礦物，化學式為Pb
5(AsO
4)
3Cl。它是一種次生礦物，由含砷鉛礦床中的原生鉛礦物氧化形成。它通常形成黃色至棕色至橙色的短六方晶體，非常脆，莫氏硬度3.5-4，比重7.24。它的獨特之處在於缺乏透明度、樹脂到金剛光澤以及在硝酸中的溶解性。
砷鉛礦與磷氯鉛礦形成完整的固溶體系列，仅用砷酸根（AsO3−
4）代替磷酸根（PO3−
4) 。這兩種礦物的性質幾乎相同，除非通過實驗室測試，否則很難區分。磷氯鉛礦是大多數地區更常見的礦物。

## 發現
砷鉛礦被發現與含鉛和砷礦物有關，包括磷氯鉛礦、白鉛礦、異極礦、菱鋅礦、釩鉛礦、鉛礬、黃鐵礦、釩銅鉛礦、矽鋅礦和鉬鉛礦。在美國亞利桑那州希拉縣、墨西哥薩卡特卡斯州奥霍卡连特、英國坎伯蘭、德國薩克森約翰喬治城、納米比亞和澳大利亞布羅肯希爾已經發現了良好的標本。

## 圖集

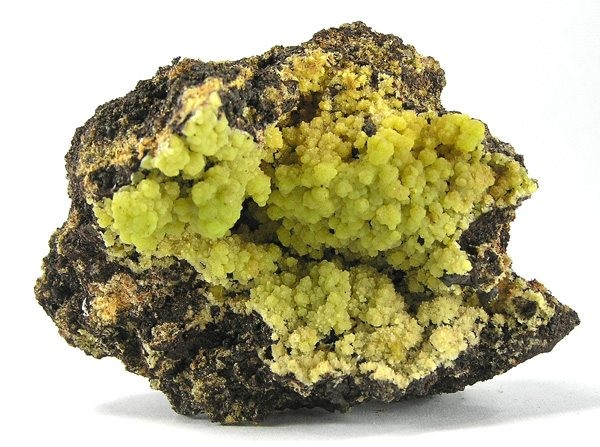
褐鐵礦基質孔洞中的葡萄狀砷鉛礦
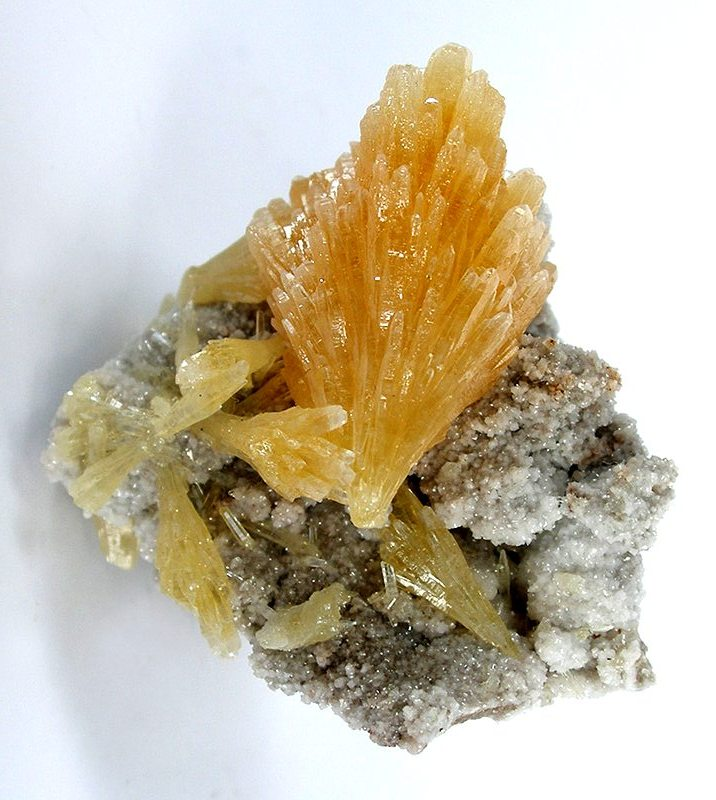
半透明的金色砷鉛礦晶體簇
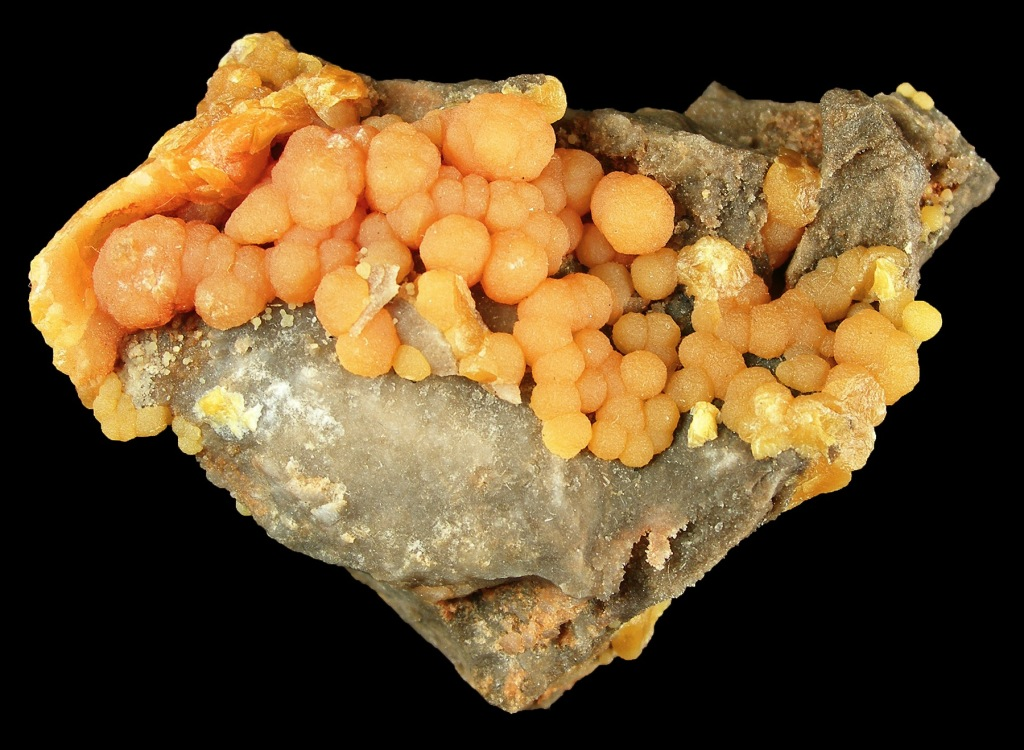
葡萄狀砷鉛礦的球形聚集體
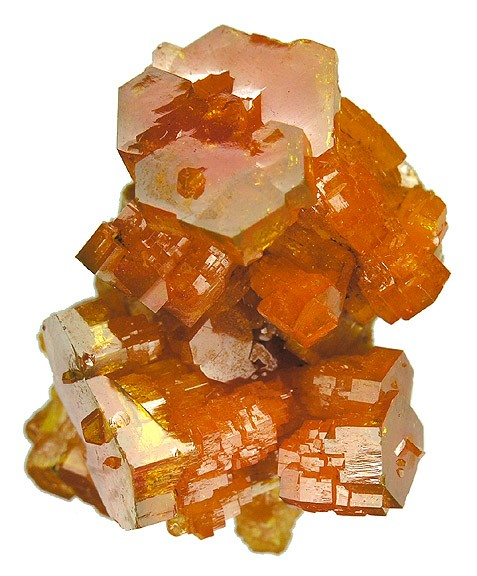
來自廣東省坪頭嶺礦的砷鉛礦。尺寸：2.2 x 2.1 x 1.8 cm

## 外部連結
- .  18 (第11版). London. 1911.
- Mineral Galleries （页面存档备份，存于）